# Bangor Football Club
Ne doit pas être confondu avec Bangor City Football Club.
Maillots
Actualités
Dernière mise à jour : 23 août 2024.
Le Bangor Football Club est un club nord-irlandais de football basé à Bangor.

## Historique
- 1918 : fondation du club
- 1991 : 1re participation à une Coupe d'Europe (C3, saison 1991/92)

## Bilan sportif

### Palmarès
- Coupe d'Irlande du Nord (1)
  - Vainqueur : 1993
  - Finaliste : 1938, 1994

- Coupe de la Ligue d'Irlande du Nord (1)
  - Vainqueur : 1993

- Supercoupe d'Irlande du Nord (1)
  - Vainqueur : 1993
  - Finaliste : 1994

### Bilan européen
Note : dans les résultats ci-dessous, le score du club est toujours donné en premier.
| Saison    | Compétition      | Tour              | Club          | Domicile | Extérieur | Total |
| --------- | ---------------- | ----------------- | ------------- | -------- | --------- | ----- |
| 1991-1992 | Coupe UEFA       | Premier tour      | Sigma Olomouc | 0 - 3    | 0 - 3     | 0 - 6 |
| 1993-1994 | Coupe des coupes | Tour préliminaire | APOEL Nicosie | 1 - 1    | 1 - 2     | 2 - 3 |
| 1994-1995 | Coupe des coupes | Tour préliminaire | Tatran Prešov | 0 - 1    | 0 - 4     | 0 - 5 |

Légende
- Victoire ou qualification pour le tour suivant
- Match nul
- Défaite ou élimination de la compétition